# Oplenova hiša
Oplenova hiša je etnografski muzej na prostem v vasi Studor v bližini Bohinjskega jezera. Sedanja zgradba je bila zgrajena na začetku 19. stoletja na mestu starejše lesene stavbe. Celotna hiša je opremljena z avtentično opremo zadnjih lastnikov. 
Oplenova hiša pod isto streho združuje stanovanjski in gospodarski del domačije. Je bohinjska domačija stegnjenega tipa. V skedenj (ki je nad hlevom) vodi dovoz mimo hišnih vrat. To je bohinjska posebnost. Stavba je delno zidana (predvsem stanovanjski del in hlev), krita je s skodlami. 
Stanovanjski del sestavljajo veža s črno kuhinjo, hiša in kamra ter podstrešje in klet. Hiša je osrednji bivalni del. V njej so pozimi tudi tkali, o čemer pričajo razstavljene statve. Na podstrehi je ispa, kjer so shranjevali pridelke, orodje in obleko. Gospodarsko poslopje je opremljeno s kmečkim orodjem in obsega hlev, skedenj in shrambo za steljo.

## Galerija
- Vhodna vrata
- Bohkov kotek v hiši
- Krušna peč v hiši
- Miza
- Omara z obleko
- Omara z jedilnim priborom
- Statve
- Škaf v škafniku
- Rešeto in kmečko orodje
- Črna kuhinja
- Kotel za svinjsko hrano
- Kozica za kuhanje na odprtrm ognjišču
- Polica s kuhinjsko posodo
- Kmečki voz

## Zunaja povezava
- Oplenova hiša